# Lago Ojo de Mar
Lago Ojo de Mar es un lago de agua dulce ubicado a 50 kilómetros de la ciudad de Bella Vista, en la colonia Rinconada de Pedro Juan Caballero en Paraguay.